# Stenurella samai
Stenurella samai là một loài bọ cánh cứng trong họ Cerambycidae.